# 21世紀COEプログラム・プログラム一覧
21世紀COEプログラム・プログラム一覧（にじゅういっせいきしーおーいーぷろぐらむ・ぷろぐらむいちらん、The 21st Century Center Of Excellence Program）は、21世紀COEプログラムの採択状況を年別・学校別に列挙した一覧である。

## 平成16年度
| 機関名                     | 2004年度採択プログラム名                                         | 専攻・研究所                         |
| -------------------------- | ---------------------------------------------------------------- | ------------------------------------ |
| 北海道大学                 | トポロジー理工学の創成                                           | 工学研究科量子物理工学専攻           |
| 北海道大学                 | 海洋生命統御による食糧生産の革新                                 | 水産科学研究科生命資源科学専攻       |
| 北海道大学                 | (海の生物の高度で安全な活用を目指して）                          | 水産科学研究科生命資源科学専攻       |
| 岩手大学                   | 熱－生命システム相関学拠点創成                                   | 連合農学研究科生物資源科学専攻       |
| 岩手大学                   | （生物の寒冷応答機構をモデルとして）                             | 連合農学研究科生物資源科学専攻       |
| 東北大学                   | 医薬開発統括学術分野創生と人材育成拠点                           | 薬学研究科医療薬科学専攻             |
| 群馬大学                   | 加速器テクノロジーによる医学・生物学研究                         | 医学系研究科医科学専攻               |
| 千葉大学                   | 持続可能な福祉社会に向けた公共研究拠点                           | 社会文化科学研究科都市研究専攻       |
| 東京大学                   | 言語から読み解くゲノムと生命システム                             | 新領域創成科学研究科情報生命科学専攻 |
| 東京大学                   | （次世代バイオインフォマティクス拠点の創成）                     | 新領域創成科学研究科情報生命科学専攻 |
| 東京大学                   | 次世代ユビキタス情報社会基盤の形成                               | 情報学環・学際情報学府学際情報学専攻 |
| 東京工業大学               | インスティテューショナル技術経営学                               | 社会理工学研究科経営工学専攻         |
| 東京工業大学               | エージェントベース社会システム科学の創出                         | 総合理工学研究科知能システム科学専攻 |
| 東京工業大学               | 地球：人の住む惑星ができるまで                                   | 理工学研究科地球惑星科学専攻         |
| 一橋大学                   | ヨーロッパの革新的研究拠点                                       | 法学研究科公共関係法専攻             |
| 金沢大学                   | 発達・学習・記憶と障害の革新脳科学の創成                         | 医学系研究科脳医科学専攻             |
| 北陸先端科学技術大学院大学 | 検証進化可能電子社会                                             | 情報科学研究科情報システム学専攻     |
| 岐阜大学                   | 衛星生態学創生拠点                                               | 流域圏科学研究センター               |
| 静岡大学                   | ナノビジョンサイエンスの拠点創成                                 | 電子科学研究科電子応用工学専攻       |
| 名古屋大学                 | 計算科学フロンティア                                             | 工学研究科計算理工学専攻             |
| 京都大学                   | 昆虫科学が拓く未来型食料環境学の創生                             | 農学研究科応用生物科学専攻           |
| 大阪大学                   | 細胞・組織の統合制御にむけた総合拠点形成                         | 医学系研究科未来医療開発専攻         |
| 奈良女子大学               | 古代日本形成の特質解明の研究教育拠点                             | 人間文化研究科比較文化学専攻         |
| 鳥取大学                   | 染色体工学技術開発の拠点形成                                     | 医学系研究科機能再生医科学専攻       |
| 広島大学                   | 超速ハイパーヒューマン技術が開く新世界                           | 工学研究科複雑システム工学専攻       |
| 琉球大学                   | サンゴ礁島嶼系の生物多様性の総合解析                             | 理工学研究科海洋環境学専攻           |
| 大阪市立大学               | 疲労克服研究教育拠点の形成                                       | 医学研究科基礎医科学専攻             |
| 二松学舎大学               | 日本漢文学研究の世界的拠点の構築                                 | 文学研究科中国学専攻                 |
| 京都薬科大学               | 伝承からプロテオームまでの統合創薬の開拓                         | 薬学研究科薬学専攻                   |
| 高知工科大学               | 社会マネジメント・システム（社会基盤工学的視点によるアプローチ） | 工学研究科基盤工学専攻               |
| 九州産業大学               | 柿右衛門様式陶芸研究センタープログラム                           | 芸術研究科造形表現専攻               |

## 平成15年度
| 機関名                     | 2003年度採択プログラム名                 | 専攻・研究所                                   |
| -------------------------- | ---------------------------------------- | ---------------------------------------------- |
| 北海道大学                 | 人獣共通感染症制圧のための研究開発       | 獣医学研究科獣医学専攻                         |
| 北海道大学                 | 特異性から見た非線形構造の数学           | 理学研究科数学専攻                             |
| 北海道大学                 | 流域圏の持続可能な水・廃棄物代謝システム | 工学研究科都市環境工学専攻                     |
| 北海道大学                 | 新世代知的財産法政策学の国際拠点形成     | 法学研究科法学政治学専攻                       |
| 北海道大学                 | 新・自然史科学創成                       | 理学研究科地球惑星科学専攻                     |
| 北海道大学                 | スラブ・ユーラシア学の構築               | スラブ研究センター                             |
| 東北大学                   | シグナル伝達病の治療戦略創生拠点         | 医学系研究科医科学専攻                         |
| 東北大学                   | 物質階層融合科学の構築                   | 理学研究科物理学専攻                           |
| 東北大学                   | 先端地球科学技術による地球の未来像創出   | 理学研究科地学専攻                             |
| 東北大学                   | ナノテクノロジー基盤機械科学フロンティア | 工学研究科機械知能工学専攻                     |
| 東北大学                   | 流動ダイナミクス国際研究教育拠点         | 流体科学研究所                                 |
| 東北大学                   | 社会階層と不平等研究教育拠点の形成       | 文学研究科人間科学専攻                         |
| 東北大学                   | 男女共同参画社会の法と政策               | 法学研究科総合法制専攻                         |
| 山形大学                   | 地域特性を生かした分子疫学研究           | 医学系研究科医学専攻                           |
| 筑波大学                   | こころを解明する感性科学の推進           | 人間総合科学研究科感性認知脳科学専攻           |
| 千葉大学                   | 消化器扁平上皮癌の最先端多戦略治療拠点   | 大学院医学薬学府先進医療科学専攻               |
| 千葉大学                   | 日本文化型看護学の創出・国際発信拠点     | 看護学研究科看護学専攻                         |
| 千葉大学                   | 超高性能有機ソフトデバイスフロンティア   | 自然科学研究科多様性科学専攻                   |
| 東京大学                   | 脳神経医学の融合的研究拠点               | 大学院医学系研究科脳神経医学専攻               |
| 東京大学                   | 環境・遺伝素因相互作用に起因する疾患研究 | 大学院医学系研究科内科学専攻                   |
| 東京大学                   | ゲノム医科学の展開による先端医療開発拠点 | 医科学研究所                                   |
| 東京大学                   | 科学技術への数学新展開拠点               | 大学院数理科学研究科数理科学専攻               |
| 東京大学                   | 極限量子系とその対称性                   | 大学院理学系研究科物理学専攻                   |
| 東京大学                   | 多圏地球システムの進化と変動の予測可能性 | 理学系研究科地球惑星科学専攻                   |
| 東京大学                   | 強相関物理工学                           | 大学院工学系研究科物理工学専攻                 |
| 東京大学                   | 機械システム・イノベーション             | 大学院工学系研究科機械工学専攻                 |
| 東京大学                   | 都市空間の持続再生学の創出               | 大学院工学系研究科都市工学専攻                 |
| 東京大学                   | 国家と市場の相互関係におけるソフトロー   | 法学政治学研究科民刑事法専攻                   |
| 東京大学                   | 先進国における《政策システム》の創出     | 大学院法学政治学研究科政治専攻                 |
| 東京大学                   | 市場経済と非市場機構との連関研究拠点     | 大学院経済学研究科経済理論専攻                 |
| 東京大学                   | ものづくり経営研究センター               | 大学院経済学研究科企業・市場専攻               |
| 東京大学                   | 生物多様性・生態系再生研究拠点           | 大学院農学生命科学研究科生圏システム学専攻     |
| 東京大学                   | 心とことば―進化認知科学的展開            | 総合文化研究科言語情報科学専攻                 |
| 東京医科歯科大学           | 歯と骨の分子破壊と再構築のフロンティア   | 医歯学総合研究科器官システム制御学系専攻       |
| 東京医科歯科大学           | 脳の機能統合とその失調                   | 医歯学総合研究科認知行動医学系専攻             |
| 東京工業大学               | 量子ナノ物理学                           | 理工学研究科物性物理学専攻                     |
| 東京工業大学               | 先端ロボット開発を核とした創造技術の革新 | 理工学研究科機械宇宙システム専攻               |
| 東京工業大学               | 都市地震工学の展開と体系化               | 総合理工学研究科人間環境システム専攻           |
| 東京工業大学               | 世界の持続的発展を支える革新的原子力     | 理工学研究科原子核工学専攻                     |
| 東京工業大学               | 大規模知識資源の体系化と活用基盤構築     | 大学院情報理工学研究科計算工学専攻             |
| お茶の水女子大学           | ジェンダー研究のフロンティア             | ジェンダー研究センター                         |
| 電気通信大学               | コヒーレント光科学の展開                 | 電気通信学研究科電子物性工学専攻               |
| 一橋大学                   | 知識・企業・イノベーションのダイナミクス | 商学研究科経営・会計専攻                       |
| 一橋大学                   | 現代経済システムの規範的評価と社会的選択 | 経済学研究科応用経済専攻                       |
| 一橋大学                   | 社会科学の統計分析                       | 拠点構築経済研究所                             |
| 政策研究大学院大学         | アジアの開発経験と他地域への適用可能性   | 政策研究科政策専攻                             |
| 新潟大学                   | 脳神経病理学研究教育                     | 拠点形成脳研究所                               |
| 長岡技術科学大学           | グリーンエネルギー革命による環境再生     | 工学研究科エネルギー・環境工学専攻             |
| 富山医科薬科大学           | 東洋の知に立脚した個の医療の創生         | 医学系研究科生化学系専攻                       |
| 北陸先端科学技術大学院大学 | 知識科学に基づく科学技術の創造と実践     | 知識科学研究科知識システム基礎学専攻           |
| 福井医科大学               | 生体画像医学の統合研究プログラム         | 高エネルギー医学研究センター                   |
| 山梨大学                   | アジアモンスーン域流域総合水管理研究教育 | 工学研究科社会・情報システム工学専攻           |
| 浜松医科大学               | メディカルフォトニクス                   | 医学系研究科生理系専攻                         |
| 名古屋大学                 | 神経疾患・腫瘍の統合分子医学の拠点形成   | 大学院医学系研究科細胞情報医学専攻             |
| 名古屋大学                 | 宇宙と物質の起源：宇宙史の物理学的解読   | 理学研究科素粒子宇宙物理学専攻                 |
| 名古屋大学                 | 等式が生む数学の新概念                   | 多元数理科学研究科多元数理科学専攻             |
| 名古屋大学                 | 太陽・地球・生命圏相互作用系の変動学     | 環境学研究科地球環境科学専攻                   |
| 名古屋大学                 | 情報社会を担うマイクロナノメカトロニクス | 工学研究科マイクロシステム工学専攻             |
| 名古屋大学                 | 同位体が拓く未来                         | 工学研究科原子核工学専攻                       |
| 京都大学                   | 病態解明を目指す基礎医学研究拠点         | 医学研究科分子医学系専攻                       |
| 京都大学                   | 融合的移植再生治療を目指す国際拠点形成   | 大学院医学研究科外科系専攻                     |
| 京都大学                   | 先端数学の国際拠点形成と次世代研究者育成 | 数理解析研究所                                 |
| 京都大学                   | 物理学の多様性と普遍性の探求拠点         | 大学院理学研究科物理学宇宙物理学専攻           |
| 京都大学                   | 活地球圏の変動解明                       | 理学研究科地球惑星科学専攻                     |
| 京都大学                   | 動的機能機械システムの数理モデルと設計論 | 工学研究科機械工学専攻                         |
| 京都大学                   | 21世紀型法秩序形成プログラム             | 法学研究科公法専攻                             |
| 京都大学                   | 先端経済分析のインターフェイス拠点の形成 | 経済研究所                                     |
| 京都大学                   | ゲノム科学の知的情報基盤・研究拠点形成   | 化学研究所バイオインフォマティクスセンター     |
| 京都大学                   | 微生物機能の戦略的活用による生産基盤拠点 | 農学研究科応用生命科学専攻                     |
| 京都大学                   | 東アジア世界の人文情報学研究教育拠点     | 京都大学人文科学研究所附属漢字情報研究センター |
| 大阪大学                   | 感染症学・免疫学融合プログラム           | 医学系研究科分子病態医学専攻                   |
| 大阪大学                   | 疾患関連糖鎖・タンパク質の統合的機能解析 | 医学系研究科未来医療開発専攻                   |
| 大阪大学                   | フロンティアバイオデンティストリーの創生 | 歯学研究科分子病態口腔科学専攻                 |
| 大阪大学                   | 究極と統合の新しい基礎科学               | 理学研究科物理学専攻                           |
| 大阪大学                   | 物質機能の科学的解明とナノ工学の創出     | 基礎工学研究科物質創成専攻                     |
| 大阪大学                   | 原子論的生産技術の創出拠点               | 工学研究科附属超精密科学研究センター           |
| 大阪大学                   | アンケート調査と実験による行動マクロ動学 | 経済学研究科経済学専攻                         |
| 神戸大学                   | 糖尿病をモデルとしたシグナル伝達病拠点   | 医学系研究科医科学専攻                         |
| 神戸大学                   | 惑星系の起源と進化                       | 自然科学研究科構造科学専攻                     |
| 神戸大学                   | 安全と共生のための都市空間デザイン戦略   | 自然科学研究科地球環境科学専攻                 |
| 神戸大学                   | 「市場化社会の法動態学」研究教育拠点     | 法学研究科経済関係法専攻                       |
| 神戸大学                   | 新しい日本型経済パラダイムの研究教育拠点 | 経済学研究科総合経済政策専攻                   |
| 神戸大学                   | 先端ビジネスシステムの研究開発教育拠点   | 経営学研究科現代経営学専攻                     |
| 岡山大学                   | 固体地球科学の国際研究拠点形成           | 固体地球研究センター                           |
| 岡山大学                   | 循環型社会への戦略的廃棄物マネジメント   | 大学院自然科学研究科地球・環境システム科学専攻 |
| 広島大学                   | 放射線災害医療開発の先端的研究教育拠点   | 原爆放射線医科学研究所                         |
| 広島大学                   | 社会的環境管理能力の形成と国際協力拠点   | 国際協力研究科開発科学専攻                     |
| 徳島大学                   | 多因子疾患克服に向けたプロテオミクス研究 | 医学研究科プロテオミクス医科学専攻             |
| 徳島大学                   | ストレス制御をめざす栄養科学             | 栄養学研究科栄養学専攻                         |
| 九州大学                   | 大規模コホートに基づく生活習慣病研究教育 | 大学院医学系学府臓器機能医学専攻               |
| 九州大学                   | 機能数理学の構築と展開                   | 数理学府数理学専攻                             |
| 九州大学                   | 循環型住空間システムの構築               | 人間環境学府空間システム専攻                   |
| 九州大学                   | 水素利用機械システムの統合技術           | 工学府機械科学専攻                             |
| 九州芸術工科大学           | 感覚特性に基づく人工環境デザイン研究拠点 | 芸術工学研究科芸術工学専攻                     |
| 九州工業大学               | 生物とロボットが織りなす脳情報工学の世界 | 生命体工学研究科脳情報専攻                     |
| 長崎大学                   | 熱帯病・新興感染症の地球規模制御戦略拠点 | 熱帯医学研究所                                 |
| 熊本大学                   | 衝撃エネルギー科学の深化と応用           | 自然科学研究科生産システム科学専攻             |
| 東京都立大学 (1949-2011)   | 巨大都市建築ストックの賦活・更新技術育成 | 工学研究科建築学専攻                           |
| 東京都立大学               | 金融市場のミクロ構造と制度設計           | 社会科学研究科経済政策専攻                     |
| 横浜市立大学               | 細胞極性システム研究に基づく未来医療創成 | 医学研究科生命分子情報医科学専攻               |
| 大阪市立大学               | 結び目を焦点とする広角度の数学拠点の形成 | 理学研究科数物系専攻                           |
| 兵庫県立看護大学           | ユビキタス社会における災害看護拠点の形成 | 看護学研究科看護学専攻                         |
| 自治医科大学               | 先端医科学の地域医療への展開             | 医学研究科人間生物学系専攻                     |
| 慶應義塾大学               | 低侵襲・新治療開発による個別化癌医療確立 | 医学研究科外科系専攻                           |
| 慶應義塾大学               | 幹細胞医学と免疫学の基礎・臨床一体型拠点 | 医学研究科生理系専攻                           |
| 慶應義塾大学               | 統合数理科学：現象解明を通した数学の発展 | 理工学研究科基礎理工学専攻                     |
| 慶應義塾大学               | 知能化から生命化へのシステムデザイン     | 理工学研究科開放環境科学専攻                   |
| 慶應義塾大学               | 市場の質に関する理論形成とパネル実証分析 | 経済学研究科経済学専攻                         |
| 慶應義塾大学               | 多文化多世代交差世界の政治社会秩序形成   | 法学研究科政治学専攻                           |
| 慶應義塾大学               | 日本・アジアにおける総合政策学先導拠点   | 政策・メディア研究科政策・メディア専攻         |
| 国際基督教大学             | 「平和・安全・共生」研究教育の形成と展開 | 行政学研究科行政学専攻                         |
| 順天堂大学                 | 病院感染予防のための国際的教育研究拠点   | 医学研究科病理系専攻                           |
| 聖路加看護大学             | 市民主導型の健康生成をめざす看護形成拠点 | 看護学研究科看護学専攻                         |
| 東京女子医科大学           | 再生医学研究センター                     | 医学研究科先端生命医科学系専攻                 |
| 東京電機大学               | 操作能力熟達に適応するメカトロニクス     | 理工学研究科応用システム工学専攻               |
| 東京理科大学               | 先導的建築火災安全工学研究の推進拠点     | 総合研究所火災科学研究部門                     |
| 東洋大学                   | 新機能微生物科学とナノテクノロジーの融合 | バイオ・ナノエレクトロニクス研究センター       |
| 日本大学                   | 環境適応生物を活用する環境修復技術の開発 | 生物資源科学研究科生物環境科学専攻             |
| 早稲田大学                 | 多元要素からなる自己組織系の物理         | 理工学研究科物理学及応用物理学専攻             |
| 早稲田大学                 | 超高齢社会における人とロボット技術の共生 | 理工学研究科機械工学専攻                       |
| 早稲田大学                 | 開かれた政治経済制度の構築               | 経済学研究科応用経済学専攻                     |
| 早稲田大学                 | 企業社会の変容と法システムの創造         | 法学研究科民事法学専攻                         |
| 神奈川大学                 | 人類文化研究のための非文字資料の体系化   | 歴史民俗資料学研究科歴史民俗資料学専攻         |
| 東京工芸大学               | 都市・建築物へのウインド・イフェクト     | 工学研究科建築学専攻                           |
| 藤田保健衛生大学           | 超低侵襲標的化診断治療開発センター       | 医学研究科内科系専攻                           |
| 日本福祉大学               | 福祉社会開発の政策科学形成へのアジア拠点 | 社会福祉学研究科社会福祉学専攻                 |
| 同志社大学                 | 技術・企業・国際競争力の総合研究         | 総合政策科学研究科総合政策科学専攻             |
| 同志社大学                 | 一神教の学際的研究                       | 神学研究科歴史神学専攻                         |
| 立命館大学                 | 文化遺産を核とした歴史都市の防災研究拠点 | 理工学研究科総合理工学専攻                     |
| 関西医科大学               | 難病の革新的治療法の開発研究             | 医学研究科病理系専攻                           |
| 近畿大学                   | クロマグロ等の魚類養殖産業支援型研究拠点 | 水産研究所                                     |
| 関西学院大学               | 「人類の幸福に資する社会調査」の研究     | 社会学研究科社会学専攻                         |
| 久留米大学                 | 先端的な癌治療研究の拠点                 | 先端癌治療研究センター                         |

## 平成14年度
| 機関名                     | 2002年度採択プログラム名                                                     | 専攻・研究所                                             |
| -------------------------- | ---------------------------------------------------------------------------- | -------------------------------------------------------- |
| 北海道大学                 | バイオとナノを融合する新生命科学拠点                                         | 理学研究科生物科学専攻                                   |
| 北海道大学                 | 知識メディアを基盤とする次世代ITの研究                                       | 工学研究科電子情報工学専攻                               |
| 北海道大学                 | 心の文化・生態学的基盤に関する研究拠点                                       | 文学研究科人間システム科学専攻                           |
| 北海道大学                 | 生態地球圏システム劇変の予測と回避                                           | 大学院地球環境科学研究科大気海洋圏環境科学専攻           |
| 東北大学                   | バイオナノテクノロジー基盤未来医工学                                         | 工学研究科機械電子工学専攻                               |
| 東北大学                   | 大分子複雑系未踏化学                                                         | 理学研究科化学専攻                                       |
| 東北大学                   | 物質創製・材料化国際研究教育拠点                                             | 金属材料研究所                                           |
| 東北大学                   | 新世代情報エレクトロニクスシステムの構築                                     | 工学研究科電子工学専攻                                   |
| 東北大学                   | 言語・認知総合科学戦略研究教育拠点                                           | 国際文化研究科国際文化交流論専攻                         |
| 筑波大学                   | 複合生物系応答機構の解析と農学的高度利用                                     | 生命環境科学研究科生物機能科学専攻                       |
| 筑波大学                   | 未来型機能を創出する学際物質科学の推進                                       | 数理物質科学研究科物性・分子工学専攻                     |
| 筑波大学                   | 健康・スポーツ科学研究の推進                                                 | 人間総合科学研究科体育科学専攻                           |
| 群馬大学                   | 生体情報の受容伝達と機能発現                                                 | 生体調節研究所                                           |
| 東京大学                   | 生体シグナル伝達機構の領域横断的研究                                         | 大学院医学系研究科機能生物学専攻                         |
| 東京大学                   | 「個」を理解するための基盤生命学の推進                                       | 大学院理学系研究科生物科学專攻                           |
| 東京大学                   | 戦略的基礎創薬科学                                                           | 大学院薬学系研究科生命薬学専攻                           |
| 東京大学                   | 動的分子論に立脚したフロンティア基礎化学                                     | 大学院理学系研究科化学専攻                               |
| 東京大学                   | 化学を基盤とするヒューマンマテリアル創成                                     | 工学系研究科応用化学専攻                                 |
| 東京大学                   | 情報科学技術戦略コア                                                         | 大学院情報理工学系研究科コンピュータ科学専攻             |
| 東京大学                   | 未来社会を担うエレクトロニクスの展開                                         | 工学系研究科電子工学専攻                                 |
| 東京大学                   | 共生のための国際哲学交流センター                                             | 大学院総合文化研究科超域文化科学専攻                     |
| 東京大学                   | 生命の文化・価値をめぐる「死生学」の構築                                     | 大学院人文社会系研究科基礎文化研究専攻                   |
| 東京大学                   | 基礎学力育成システムの再構築                                                 | 大学院教育学研究科総合教育科学専攻                       |
| 東京大学                   | 融合科学創成ステーション                                                     | 大学院総合文化研究科広域科学専攻                         |
| 東京工業大学               | 生命工学フロンティアシステム                                                 | 生命理工学研究科生命情報専攻                             |
| 東京工業大学               | 分子多様性の創出と機能開拓                                                   | 総合理工学研究科物質電子化学専攻                         |
| 東京工業大学               | 産業化を目指したナノ材料開拓と人材育成                                       | 総合理工学研究科物質科学創造専攻                         |
| 東京工業大学               | フォトニクスナノデバイス集積工学                                             | 理工学研究科電気電子工学専攻                             |
| 東京外国語大学             | 言語運用を基盤とする言語情報学拠点                                           | 地域文化研究科地域文化専攻                               |
| 東京外国語大学             | 史資料ハブ地域文化研究拠点                                                   | 地域文化研究科地域文化専攻                               |
| 東京農工大学               | ナノ未来材料                                                                 | 工学研究科応用化学専攻                                   |
| 東京農工大学               | 新エネルギー・物質代謝と生存科学の構築                                       | 生物システム応用科学研究科生物システム応用科学専攻       |
| 東京農工大学               | (経済性・安全性を主眼とした農工融合型物質エネルギー代謝と生存科学体系の構築) | 生物システム応用科学研究科生物システム応用科学専攻       |
| 東海大学                   | ヒト複合形質の遺伝要因とその制御分子探索                                     | 医学研究科機能系専攻                                     |
| お茶の水女子大学           | 誕生から死までの人間発達科学                                                 | 人間文化研究科人間発達科学専攻                           |
| 長岡技術科学大学           | ハイブリッド超機能材料創成と国際拠点形成                                     | 工学研究科材料工学専攻                                   |
| 名古屋大学                 | システム生命科学：分子シグナル系の統合                                       | 大学院理学研究科生命理学専攻                             |
| 名古屋大学                 | 新世紀の食を担う植物バイオサイエンス                                         | 大学院生命農学研究科生物機構・機能科学専攻               |
| 名古屋大学                 | 物質科学の拠点形成：分子機能の解明と創造                                     | 理学研究科物質理学専攻                                   |
| 名古屋大学                 | 自然に学ぶ材料プロセッシングの創成                                           | 工学研究科材料プロセス工学専攻                           |
| 名古屋大学                 | 先端プラズマ科学が拓くナノ情報デバイス                                       | 工学研究科電気工学専攻                                   |
| 名古屋大学                 | 社会情報基盤のための音声映像の知的統合                                       | 工学研究科情報工学専攻                                   |
| 名古屋大学                 | 統合テクスト科学の構築                                                       | 文学研究科人文学専攻                                     |
| 名古屋工業大学             | 環境調和セラミックス科学の世界拠点                                           | 工学研究科物質工学専攻                                   |
| 京都大学                   | 先端生命科学の融合相互作用による拠点形成                                     | 生命科学研究科統合生命科学専攻                           |
| 京都大学                   | 生物多様性研究の統合のための拠点形成                                         | 大学院理学研究科生物科学専攻                             |
| 京都大学                   | 京都大学化学連携研究教育拠点                                                 | 理学研究科化学専攻                                       |
| 京都大学                   | (新しい物質変換化学の基盤構築と展開)                                         | 理学研究科化学専攻                                       |
| 京都大学                   | 学域統合による新材料科学の研究教育拠点                                       | 工学研究科材料化学専攻                                   |
| 京都大学                   | 知識社会基盤構築のための情報学拠点形成                                       | 情報学研究科社会情報学専攻                               |
| 京都大学                   | 電気電子基盤技術の研究教育拠点形成                                           | 工学研究科電子物性工学専攻                               |
| 京都大学                   | グローバル化時代の多元的人文学の拠点形成                                     | 文学研究科歴史文化学専攻                                 |
| 京都大学                   | 心の働きの総合的研究教育拠点                                                 | 文学研究科行動文化学専攻                                 |
| 京都大学                   | 世界を先導する総合的地域研究拠点の形成                                       | アジア・アフリカ地域研究研究科・東南アジア地域研究専攻   |
| 京都大学                   | （フィールド・ステーションを活用した教育 ・研究体制の推進）                  | アジア・アフリカ地域研究研究科・東南アジア地域研究専攻   |
| 京都大学                   | 環境調和型エネルギーの研究教育拠点形成                                       | エネルギー科学研究科エネルギー社会・環境科学専攻         |
| 京都大学                   | 災害学理の究明と防災学の構築                                                 | 防災研究所                                               |
| 大阪大学                   | 生体システムのダイナミクス                                                   | 生命機能研究科生命機能専攻                               |
| 大阪大学                   | 細胞超分子装置の作動原理の解明と再構成                                       | 理学研究科生物科学専攻                                   |
| 大阪大学                   | 自然共生化学の創成                                                           | 理学研究科高分子科学専攻                                 |
| 大阪大学                   | 構造・機能先進材料デザイン研究拠点の形成                                     | 工学研究科マテリアル科学専攻                             |
| 大阪大学                   | ネットワーク共生環境を築く情報技術の創出                                     | 情報科学研究科マルチメディア工学専攻                     |
| 大阪大学                   | インターフェイスの人文学                                                     | 文学研究科文化表現論専攻                                 |
| 大阪大学                   | 新産業創造指向インターナノサイエンス                                         | 産業科学研究所高次制御材料科学研究部門                   |
| 神戸大学                   | 蛋白質のシグナル伝達機能                                                     | バイオシグナル研究センター                               |
| 広島大学                   | テラビット情報ナノエレクトロニクス                                           | ナノデバイス・システム研究センター                       |
| 広島大学                   | 21世紀型高等教育システム構築と質的保証                                       | 高等教育研究開発センター                                 |
| 九州大学                   | 統合生命科学（ポストゲノム時代の生命高次機能の探究）                         | 理学府生物科学専攻                                       |
| 九州大学                   | 分子情報科学の機能イノベーション                                             | 工学府物質創造工学専攻                                   |
| 九州大学                   | システム情報科学での社会基盤システム形成                                     | システム情報科学府情報工学専攻                           |
| 九州大学                   | 東アジアと日本：交流と変容                                                   | 比較社会文化学府日本社会文化専攻                         |
| 長崎大学                   | 放射線医療科学国際コンソーシアム                                             | 医歯薬学総合研究科放射線医療科学専攻                     |
| 熊本大学                   | 細胞系譜制御研究教育ユニットの構築                                           | 発生医学研究センター                                     |
| 大阪市立大学               | 都市文化創造のための人文科学的研究                                           | 文学研究科哲学歴史学専攻                                 |
| 大阪府立大学               | 水を反応場に用いる有機資源循環科学・工学                                     | 工学研究科物質系専攻                                     |
| 横浜国立大学               | 情報通信技術に基づく未来社会基盤創生                                         | 大学院工学研究院知的構造の創生部門電気電子と数理情報分野 |
| 横浜国立大学               | 生物・生態環境リスクマネジメント                                             | 大学院環境情報研究院自然環境と情報部門                   |
| 慶應義塾大学               | システム生物学による生命機能の理解と制御                                     | 理工学研究科基礎理工学専攻                               |
| 慶應義塾大学               | 機能創造ライフコンジュゲートケミストリー                                     | 理工学研究科基礎理工学専攻                               |
| 慶應義塾大学               | アクセス網高度化光・電子デバイス技術                                         | 理工学研究科総合デザイン工学専攻                         |
| 慶應義塾大学               | 心の解明に向けての統合的方法論構築                                           | 文学研究科哲学・倫理学専攻                               |
| 慶應義塾大学               | 次世代メディア・知的社会基盤                                                 | 政策・メディア研究科政策・メディア専攻                   |
| 愛知大学                   | 国際中国学研究センター                                                       | 中国研究科中国研究専攻                                   |
| 愛媛大学                   | 沿岸環境科学研究拠点                                                         | 沿岸環境科学研究センター                                 |
| 岐阜大学                   | 野生動物の生態と病態からみた環境評価                                         | 連合獣医学研究科獣医学専攻                               |
| 宮崎医科大学               | 生理活性ペプチドと生体システムの制御                                         | 医学研究科生体制御系専攻                                 |
| 玉川大学                   | 全人的人間科学プログラム                                                     | 学術研究所                                               |
| 玉川大学                   | (脳の学習・記憶・推論・思考のメカニズムの究明とその教育技術への応用)         | 学術研究所                                               |
| 金沢大学                   | 環日本海域の環境計測と長期・短期変動予測                                     | 自然科学研究科地球環境科学専攻                           |
| 金沢大学                   | （モニタリングネットワークの構築と人為的影響の評価）                         | 自然科学研究科地球環境科学専攻                           |
| 群馬大学                   | 生体情報の受容伝達と機能発現                                                 | 生体調節研究所                                           |
| 國學院大學                 | 神道と日本文化の国学的研究発信の拠点形成                                     | 文学研究科神道学専攻                                     |
| 佐賀大学                   | 海洋エネルギーの先導的利用科学技術の構築                                     | 海洋エネルギー研究センター                               |
| 秋田大学                   | 細胞の運命決定制御                                                           | 医学研究科構造機能系専攻                                 |
| 上智大学                   | 地域立脚型グローバル・スタディーズの構築                                     | 外国語学研究科地域研究専攻                               |
| 信州大学                   | 先進ファイバー工学研究教育拠点                                               | 工学系研究科生物機能工学専攻                             |
| 青山学院大学               | エネルギー効率化のための機能性材料の創製                                     | 理工学部附置先端技術研究開発センター等                   |
| 静岡県立大学               | 先導的健康長寿学術研究推進拠点                                               | 生活健康科学研究科食品栄養科学専攻                       |
| 早稲田大学                 | 実践的ナノ化学教育研究拠点                                                   | 理工学研究科応用化学専攻                                 |
| 早稲田大学                 | プロダクティブICTアカデミアプログラム                                        | 理工学研究科情報科学専攻                                 |
| 早稲田大学                 | 演劇の総合的研究と演劇学の確立                                               | 演劇博物館                                               |
| 早稲田大学                 | アジア地域文化エンハンシング研究センター                                     | 文学研究科芸術学（美術史）専攻                           |
| 早稲田大学                 | 現代アジア学の創生                                                           | 政治学研究科政治学専攻国際関係・比較政治                 |
| 立命館大学                 | 放射光生命科学研究                                                           | 理工学研究科総合理工学専攻                               |
| 立命館大学                 | マイクロ・ナノサイエンス・集積化システム                                     | 理工学研究科総合理工学専攻                               |
| 立命館大学                 | 京都アート・エンタテインメント創成研究                                       | 文学研究科史学専攻                                       |
| 帯広畜産大学               | 動物性蛋白質資源の生産向上と食の安全確保                                     | 帯広畜産大学原虫病研究センター                           |
| 帯広畜産大学               | （特に原虫病研究を中心として）                                               | 帯広畜産大学原虫病研究センター                           |
| 中央大学                   | 電子社会の信頼性向上と情報セキュリティ                                       | 理工学研究科情報工学専攻                                 |
| 鳥取大学                   | 乾燥地科学プログラム                                                         | 乾燥地研究センター                                       |
| 奈良先端科学技術大学院大学 | フロンティアバイオサイエンスへの展開                                         | バイオサイエンス研究科細胞生物学専攻                     |
| 奈良先端科学技術大学院大学 | （細胞機能を支える動的分子ネットワーク）                                     | バイオサイエンス研究科細胞生物学専攻                     |
| 奈良先端科学技術大学院大学 | ユビキタス統合メディアコンピューティング                                     | 情報科学研究科情報処理学専攻                             |
| 日本大学                   | 微生物共生系に基づく新しい資源利用開発                                       | 生物資源科学研究科応用生命科学専攻                       |
| 姫路工業大学               | 構造生物学を軸とした分子生命科学の展開                                       | 理学研究科生命科学専攻                                   |
| 法政大学                   | 日本発信の国際日本学の構築                                                   | 人文科学研究科日本史学専攻                               |
| 豊橋技術科学大学           | インテリジェントヒューマンセンシング                                         | 大学院工学研究科博士後期課程電子・情報工学専攻           |
| 豊橋技術科学大学           | 未来社会の生態恒常性工学                                                     | 大学院工学研究科博士後期課程環境・生命工学専攻           |
| 北里大学                   | 天然素材による抗感染症薬の創製と基盤研究                                     | 北里生命科学研究所・大学院感染制御科学府                 |
| 名城大学                   | ナノファクトリー                                                             | 理工学研究科電気電子工学専攻                             |
| 近畿大学                   | 食資源動物分子工学研究拠点                                                   | 生物理工学研究科生物工学専攻                             |